# Aurora Filmes
A ONG Aurora Filmes é a primeira escola de cinema do Recife, fundada em 25 de maio de 2006, com sede na Rua da Aurora, próxima ao centro da cidade. A organização não governamental oferece cursos gratuitos de cinema para estudantes de escolas públicas, além de cursos de fotografia, teatro, oficinas literárias, entre outros. 

## História
Em 2006, a cineasta Sandra Ribeiro, juntamente com profissionais do jornalismo e do audiovisual, criou uma ONG educacional com o propósito de capacitar jovens para a produção audiovisual, estimulando os processos assimilativos relacionados aos bens culturais e artísticos, sob a perspectiva cinematográfica.
Diante do grande crescimento do setor audiovisual no Estado de Pernambuco, da necessidade de formação profissional nesse segmento e, sobretudo, da oportunidade de capacitar pessoas com poucos recursos por meio de incentivos culturais provenientes de políticas públicas, a Aurora Filmes iniciou seu projeto sociocultural.
O nome do projeto é uma homenagem aos precursores do cinema pernambucano da empresa cinematográfica “Aurora Film”, que, na década de 1920, desencadeou o movimento conhecido como “Ciclo do Recife”. É também uma reverência à Rua da Aurora, cenário de tantos filmes e local onde se encontra o Espaço Cultural que sedia o projeto. Além disso, o nome “Aurora” carrega, em sua etimologia, os significados de “nascimento”, “claridade” e “começo” — palavras que traduzem a filosofia de formar profissionais que estão dando seus primeiros passos no universo audiovisual.

## Infraestrutura
O Espaço Cultural Aurora Filmes está localizado na Rua da Aurora, no Recife. Trata-se de uma região agradável, com um parque em frente, banhada pelo Rio Capibaribe, próxima ao centro da cidade e com ampla oferta de transporte público. O espaço possui 300 m², com duas salas de aula, cineclube, equipamentos audiovisuais e tecnológicos. A ONG conta com a parceria do Porto Digital.

## Metodologia
A metodologia aplicada na Aurora Filmes se baseia na efetivação da práxis fundamentada na observação, escuta sensível, reflexão, pesquisa, criatividade e na relação dialógica. O processo de aprendizagem ocorre por meio de experiências e da internalização de novos saberes, com uma abordagem lúdica e interdisciplinar que valoriza a singularidade e a autonomia, destacando os valores do educando e do educador.
Os conteúdos são fundamentados na prática socioconstrutivista (Piaget, Vygotsky, Emilia Ferreiro), com foco no audiovisual.

## Curso Gratuito de Cinema

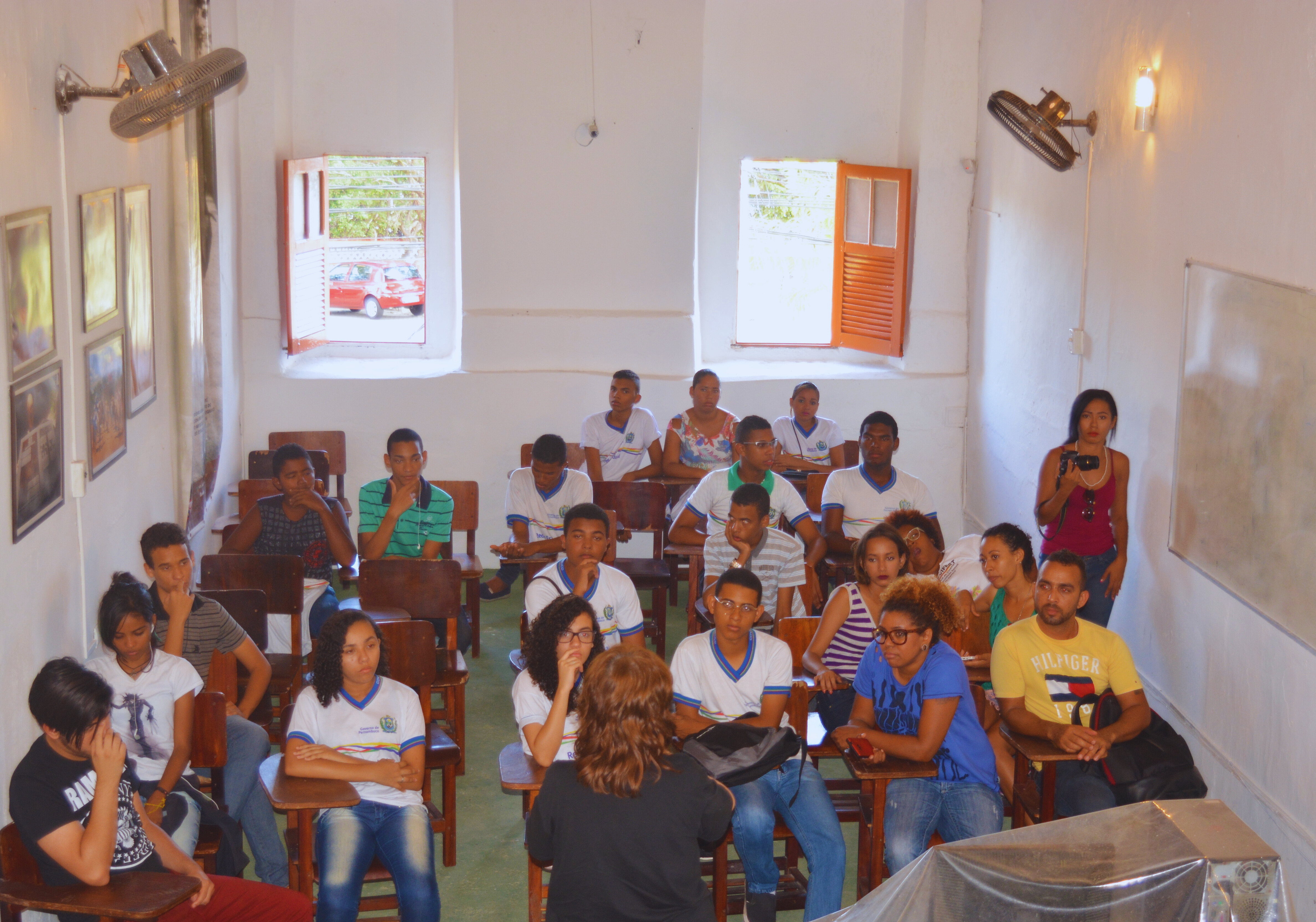
Alunos do curso gratuito de cinema da Aurora Filmes

Durante o curso gratuito de cinema, os alunos participam da produção de um curta-metragem. As disciplinas oferecidas são:
História do Cinema;
Roteiro Audiovisual;
Produção Audiovisual;
Direção de Arte;
Operação de Câmera;
Som Direto para Cinema;
Direção de Curta-Metragem;
Edição de Imagem;
No programa curricular, as disciplinas são estruturadas de forma progressiva, em que uma etapa é pré-requisito para a seguinte. O conteúdo programático é desenvolvido de maneira transversal, integrando teoria e prática. Por exemplo, após os estudos do módulo de “Roteiro”, o conhecimento é aplicado na disciplina de “Produção Audiovisual”, culminando na realização de um filme como trabalho de conclusão de curso.
Durante e após o curso, os alunos são encaminhados ao mercado de trabalho, fortalecendo o compromisso social da instituição e promovendo a cidadania.

## Alunos
Com turmas de 30 alunos, desde os primeiros anos de existência, a Aurora Filmes já formou cerca de 1.300 estudantes nos cursos de cinema, fotografia e teatro. Entre eles, destacam-se as turmas gratuitas de cinema voltadas para alunos da rede pública, que participam ativamente da produção de um curta-metragem, vivenciando na prática todas as funções técnicas de um set de filmagem.
Diversos ex-alunos da ONG hoje atuam profissionalmente no setor audiovisual. Além disso, graças à criatividade e à determinação dos estudantes, a Aurora Filmes possui em seu portfólio obras que se eternizaram na história da instituição. Após a conclusão do curso, os alunos são indicados para oportunidades em veículos de comunicação, empresas do setor público e privado, ONGs e, em muitos casos, fundam suas próprias produtoras.

## Produções Cinematográficas
Desde 2006, foram realizados diversos filmes, mobilizando professores, técnicos, cinegrafistas, gestores, coordenadores, estagiários, membros da organização, ex-alunos e auxiliares de produção. Ao final do curso, os filmes são lançados em salas de cinema da cidade e/ou em equipamentos culturais.
As mostras contam com a presença de alunos, familiares, convidados, imprensa e o público em geral, que lotam os cinemas nas exibições. Durante o evento, ocorre a entrega dos certificados aos alunos concluintes.
A Aurora Filmes acumula em sua trajetória a realização de diversas produções cinematográficas, como:
“Contramão” – documentário que aborda a importância da Lei Seca na prevenção de acidentes de trânsito.
“Estresse Coletivo” – comédia premiada com Menção Honrosa no 10º Festival de Vídeo de Pernambuco.
“O Espetáculo Não Pode Parar” – curta que retrata as dificuldades enfrentadas por artistas circenses.
“Ossos do Ofício” – adaptação do conto premiado do escritor Raimundo Carrero.
“Solar dos Príncipes” – baseado em conto premiado de Marcelino Freire, trata do racismo estrutural na sociedade brasileira. O filme foi selecionado para o Cine PE e para o Festival 5 Minutos, da Bahia.